# Bisbat de Huajuapan de León
El bisbat de Huajuapan de León (en castellà: Diócesis de Huajuapan de León, llatí: Dioecesis Huaiuapanensis) és una seu de l'Església Catòlica a Mèxic, sufragània de l'arquebisbat de Puebla de los Ángeles, i que pertany a la regió eclesiàstica Oriente. L'any 2013 tenia 1.225.000 batejats sobre una població d'1.250.000 habitants. Actualment està regida pel bisbe Teodoro Enrique Pino Miranda.

## Territori
La diòcesi comprèn 76 municipis de l'estat mexicà d'Oaxaca i 17 de l'estat de Puebla.
La seu episcopal és la ciutat de Huajuapan de León, on es troba la catedral de Mare de Déu de Guadalupe.
El territori s'estén sobre 26.000  km², i està dividit en 72 parròquies.

## Història
La diòcesi de Mixtecas va ser erigida 25 d'abril de 1902 mitjançant la butlla Apostolica Sedes del Papa Lleó XIII, prenent el territori de l'arquebisbat de Antequera i del bisbat de Tlaxcala (avui arquebisbat de Puebla de los Ángeles).
El 13 novembre 1903 assumí el seu nom actual en virtut del decret Litteris apostolicis de la Congregació Consistorial.

## Cronologia episcopal
- Rafael Amador y Hernández † (8 de maig de 1903 - 8 de juny de 1923 mort)
- Luis María Altamirano y Bulnes † (3 d'agost de 1923 - 13 de març de 1933 nomenat bisbe de Tulancingo)
- Jenaro Méndez del Río † (17 de març de 1933 - 13 de març de 1952 mort)
- Celestino Fernández y Fernández † (12 de maig de 1952 - 25 de juliol de 1967 jubilat)
- José López Lara † (11 de desembre de 1967 - 4 de setembre de 1981 nomenat bisbe de San Juan de los Lagos)
- José de Jesús Aguilera Rodríguez † (11 de juny de 1982 - 8 de març de 1991 jubilat)
- Felipe Padilla Cardona (15 de febrer de 1992 - 26 d'agost de 1996 nomenat bisbe coadjutor de Tehuantepec)
- Teodoro Enrique Pino Miranda, des del 2 de desembre de 2000

## Estadístiques
A finals del 2013, la diòcesi tenia 1.225.000 batejats sobre una població d'1.250.000 persones, equivalent al 98,0% del total.
| any  | població  | població  | població | sacerdots | sacerdots       | sacerdots       | sacerdots             | diaques | religiosos | religiosos | parròquies |
| ---- | --------- | --------- | -------- | --------- | --------------- | --------------- | --------------------- | ------- | ---------- | ---------- | ---------- |
| any  | batejats  | total     | %        | total     | clergat secular | clergat regular | batejats por sacerdot | diaques | homes      | dones      |            |
| 1950 | 300.000   | 300.100   | 100,0    | 75        | 75              |                 | 4.000                 |         |            | 13         | 40         |
| 1966 | 319.300   | 320.000   | 99,8     | 109       | 109             |                 | 2.929                 |         |            | 20         | 41         |
| 1970 | 335.500   | 336.000   | 99,9     | 86        | 86              |                 | 3.901                 |         |            | 50         | 40         |
| 1976 | 377.000   | 382.000   | 98,7     | 100       | 99              | 1               | 3.770                 |         | 6          | 70         | 47         |
| 1980 | 392.000   | 394.000   | 99,5     | 101       | 101             |                 | 3.881                 |         | 4          | 63         | 47         |
| 1990 | 406.850   | 417.226   | 97,5     | 105       | 104             | 1               | 3.874                 |         | 1          | 118        | 51         |
| 1999 | 608.000   | 613.000   | 99,2     | 100       | 100             |                 | 6.080                 |         |            | 150        | 68         |
| 2000 | 608.500   | 616.000   | 98,8     | 104       | 104             |                 | 5.850                 |         |            | 144        | 68         |
| 2001 | 611.200   | 620.000   | 98,6     | 108       | 108             |                 | 5.659                 |         |            | 157        | 71         |
| 2002 | 620.300   | 650.000   | 95,4     | 108       | 108             |                 | 5.743                 |         |            | 136        | 71         |
| 2003 | 690.200   | 720.000   | 95,9     | 109       | 109             |                 | 6.332                 |         |            | 139        | 71         |
| 2004 | 715.000   | 750.000   | 95,3     | 109       | 109             |                 | 6.559                 |         |            | 153        | 71         |
| 2006 | 720.000   | 760.000   | 94,7     | 111       | 111             |                 | 6.486                 |         |            | 166        | 71         |
| 2013 | 1.225.000 | 1.250.000 | 98,0     | 112       | 112             |                 | 10.937                |         |            | 148        | 72         |